# Anopheles franciscoi
Anopheles franciscoi este o specie de țânțari din genul Anopheles, descrisă de Reid în anul 1962.
Este endemică în Filipine. Conform Catalogue of Life specia Anopheles franciscoi nu are subspecii cunoscute.